# L'Invention du tourisme
L'Invention du tourisme est une monographie illustrée sur l'histoire du tourisme, écrite par l'historien français Marc Boyer, et parue chez Gallimard en 1996. Cet ouvrage est le 288e titre dans la collection « Découvertes Gallimard ».

## Résumé
À la fin du XVIIIe siècle, les Anglais découvrent pour la première fois le plaisir de voyager : ainsi est né le Grand Tour, un voyage à travers l'Europe, et surtout l'Italie, indispensable à la formation intellectuelle de la jeune progéniture de la bonne société. Avec le lancement des spas de Bath et Brighton, le tourisme nautique est inauguré, tandis que les premières stations balnéaires voient le jour et que le charme de la montagne est découvert. Au XIXe siècle, la haute société européenne régule ses rythmes de vie selon les saisons, se déplaçant vers le sud en hiver, vers les montagnes en été. Au XXe siècle, avec la conquête des « congés payés », les vacances deviennent un phénomène de masse.

## Accueil
Dans sa critique pour la revue Méditerranée, Gérard Richez pense que l'auteur « nous livre ici une très intéressante, très pittoresque et très surprenante histoire du tourisme. »
Dans la Revue de géographie alpine, Hervé Gumuchian écrit : « Marc Boyer propose un texte dense, fortement documenté et richement illustré. [...] D'un texte fort bien argumenté, le lecteur retiendra son caractère didactique et démonstratif. Un ouvrage indispensable pour les praticiens du tourisme, comme pour les pratiquants de cette activité. »
Dans la revue Cahiers d'histoire, Gilbert Garrier estime que « le thème du tourisme trouve bien sa place dans cette petite collection de poche qui associe habilement l'image au texte. Encore que cinq siècles d'histoire puissent y apparaître comprimés à l'excès. Mais bien des photographies choisies parlent d'elles-mêmes avec éloquence. Résolument chronologique du XVIe au XXe siècle dans les trois premiers chapitres, la démarche se fait ensuite plus sociologique pour analyser les formes, les lieux, les motivations et les conséquences du tourisme de masse contemporain. Trente pages de témoignages, documents et annexes apportent in fine les nécessaires compléments. Un bref mais instructif voyage dans l'espace et dans le temps. »

## Édition internationale
| Titre                                            | Traduction littérale                                  | Langue   | Pays   | Collection (numéro dans la collection) | Éditeur            | Traducteur       | Année de première parution | ISBN                 |
| ------------------------------------------------ | ----------------------------------------------------- | -------- | ------ | -------------------------------------- | ------------------ | ---------------- | -------------------------- | -------------------- |
| L'Invention du tourisme                          | –                                                     | Français | France | Découvertes Gallimard (no 288)         | Éditions Gallimard | –                | 1996                       | (ISBN 9782070533558) |
| Il Turismo: dal Grand Tour ai viaggi organizzati | « Le Tourisme : du Grand Tour aux voyages organisés » | Italien  | Italie | Universale Electa/Gallimard (no 88)    | Electa/Gallimard   | Silvia Marzocchi | 1996                       | (ISBN 9788844501068) |